# 오비폴드
기하학에서, 오비폴드(영어: orbifold)는 국소적으로 유한군의 선형작용에 대한 유클리드 공간의 몫공간과 동형인 위상 공간이다. 매끄러운 다양체의 개념의 일반화이며, 다양체와 달리 특정한 형태의 특이점을 가질 수 있다.

## 정의
n차원의 오비폴드는 다음과 같이 정의한다. 하우스도르프 공간 X와 그 열린 덮개 {\displaystyle U_{i}}를 생각하자. ({\displaystyle \{U_{i}\}}는 유한 교집합에 대하여 닫혀 있다고 가정하자.)
각 {\displaystyle U_{i}}에 대하여, 연속 함수 {\displaystyle \phi _{i}\colon U_{i}\to V_{i}}를 가정하자. 여기서 {\displaystyle V_{i}}는 {\displaystyle \mathbb {R} ^{n}}의 부분집합으로, 유한군 {\displaystyle \Gamma _{i}}의 선형작용에 대하여 불변하다. {\displaystyle \phi _{i}}가 {\displaystyle U_{i}\to V_{i}/\Gamma _{i}}의 위상동형사상을 정의한다고 가정하자. 이들을 오비폴드 국소 좌표계라고 부른다.
일련의 오비폴드 국소 좌표계 {\displaystyle (U_{i},V_{i},\Gamma _{i},\phi _{i})}의 집합은 다음과 같은 조건을 만족하면 오비폴드 좌표근방계(orbifold atlas)를 이룬다.
- {\displaystyle U_{i}\subset U_{j}}면 단사 준동형 사상 {\displaystyle \Gamma _{i}\to \Gamma _{j}}가 존재한다.
- {\displaystyle U_{i}\subset U_{j}}면  {\displaystyle \Gamma _{i}}에 대하여 {\displaystyle \Gamma _{i}}-위상 동형 사상 {\displaystyle \psi _{ij}\colon V_{i}\to W_{j}\subset V_{j}}이 존재한다. ({\displaystyle W_{j}}는 {\displaystyle V_{j}}의 열린 부분 집합)
- {\displaystyle \phi _{j}\circ \psi _{ij}=\phi _{i}}
- 다른 모든 추이 사상{\displaystyle V_{i}\to V_{j}}는 {\displaystyle g\psi _{ij}}의 꼴이다 (여기서 {\displaystyle g\in \Gamma _{j}}).

{\displaystyle G}가 이산군이라고 하고, {\displaystyle M}이 매끄럽고 충실한 작용 {\displaystyle G\times M\to M}이 주어진 매끄러운 다양체라고 하자. 그렇다면 몫공간
{\displaystyle M/G=M/(x\sim g\cdot x\forall g\in G,x\in M)}
은 자연스럽게 오비폴드 구조를 갖는다. 이런 꼴로 나타낼 수 있는 오비폴드를 축소 오비폴드(영어: reduced orbifold)라고 한다. 하지만 축소 오비폴드가 아닌 오비폴드도 존재한다. 즉, 오비폴드는 항상 국소적으로 (유클리드 공간의) 군의 작용에 대한 몫공간이지만, 대역적으로 군의 작용에 대한 몫공간이 아닐 수 있다. 끈 이론에서는 보통 모든 오비폴드를 축소 오비폴드로 가정한다. 특히, 유클리드 공간의 몫공간 {\displaystyle \mathbb {R} ^{n}/\Gamma } 꼴의 공간을 오비폴드라고 부른다.

## 위상수학적 성질
오비폴드의 경우, 문헌에는 두 가지의 "오비폴드 오일러 지표"에 대한 정의가 등장하며, 이 둘은 관계없는 개념이다. 이 밖에도, 오비폴드의 호모토피 군 역시 정의할 수 있다. 이들은 오비폴드를 단순히 위상 공간으로 여겨 정의한 오일러 지표 및 호모토피 군과 다르다.

### 사타케-서스턴 오일러 지표
오비폴드 {\displaystyle X}에 세포 복합체의 구조를 주고, 각 세포 {\displaystyle c}의 내부가 국소적 군 {\displaystyle \Gamma _{i}}의 작용에 불변이라고 하자. 그렇다면 {\displaystyle X}의 (사타케-서스턴) 오일러 지표는 다음과 같다.
{\displaystyle \chi (X)=\sum _{c}{\frac {(-1)^{\dim c}}{|\Gamma (c)|}}}
만약 모든 {\displaystyle \Gamma (c)}가 자명군이라면, 이는 일반적인 오일러 지표와 같다. 이 정의는 사타케 이치로(일본어: 佐武 一郎)와 윌리엄 서스턴이 사용하였다.
오비폴드의 사타케-서스턴 오일러 지표에 대하여 가우스-보네 정리가 성립한다.

### 끈 오일러 지표와 천-롼 코호몰로지
축소 오비폴드 {\displaystyle M/G}가, 매끄러운 다양체 {\displaystyle M} 위의 어떤 이산군 {\displaystyle G}의 매끄럽고 충실한 작용에 의한 몫공간이라고 하자. 이 경우, {\displaystyle M/G}의 (끈 이론) 오일러 지표는 다음과 같다.:§6, Definition 6.1
{\displaystyle \chi (M/G)={\frac {1}{|G|}}\sum _{g,h\in G,\;gh=hg}\chi (M^{\langle g,h\rangle })=\sum _{[g]\in \operatorname {Cl} G}\chi (M^{\langle g\rangle }/Z_{G}(g))}
여기서
- {\displaystyle Z_{G}(g)}는 {\displaystyle \{g\}\subseteq G}의 중심화 부분군이다.
- {\displaystyle M^{H}}는 부분군 {\displaystyle H\subseteq G}의 작용에 의한 고정점들로 구성된 부분 공간이다.
- {\displaystyle \langle g_{1},g_{2},\dots \rangle \subseteq G}는 {\displaystyle g_{1},g_{2},\dots }로 생성되는 {\displaystyle G}의 부분군이다.
- {\displaystyle \operatorname {Cl} G}는 {\displaystyle G}의 켤레류들의 집합이다.

이 정의는 랜스 딕슨(영어: Lance J. Dixon), 제프리 하비(영어: Jeffrey A. Harvey), 캄란 바파, 에드워드 위튼이 끈 이론을 다루기 위하여 도입하였다.
딕슨-하비-바파-위튼 오일러 지표는 천-롼 코호몰로지(영어: Chen–Ruan cohomology)와 관계있다. 이는 오비폴드에 대한 양자 코호몰로지이다.

### 기본군
오비폴드 {\displaystyle X}의 기본군 {\displaystyle \pi _{1}^{\text{orb}}(X)}는 {\displaystyle X}의 범피복 공간 {\displaystyle {\tilde {X}}}의 피복 변환(영어: deck transformation)들의 군이다.:307, Definition 13.2.5 이 정의는 윌리엄 서스턴이 도입하였다.

## 예
모든 매끄러운 다양체는 자명하게 (축소) 오비폴드를 이룬다. 또한, 경계다양체 또한 자연스럽게 축소 오비폴드를 이룬다. 경계다양체 {\displaystyle M}이 주어지면, 그 이중 덮개(영어: double)를 다음과 같이 정의하자.
{\displaystyle D(M)=M\times \{0,1\}/((x,0)\sim (x,1)\forall x\in \partial M)}
즉, {\displaystyle M}의 두 개의 복사본의 각 경계를 이어붙여 얻는다. {\displaystyle M}의 이중 덮개는 (경계를 갖지 않는) 다양체이다. 이 경우, {\displaystyle M}은 다음과 같은 몫공간으로 나타낼 수 있다.
{\displaystyle M=D(M)/\mathbb {Z} _{2}}

### 1차원 오비폴드
1차원 연결 콤팩트 오비폴드는 원 {\displaystyle S^{1}}과 선분 {\displaystyle [0,1]}밖에 없다. 원은 매끄러운 다양체이다. 선분은 경계다양체이자, 원
{\displaystyle S^{1}\cong \operatorname {U} (1)=\{z\in \mathbb {C} \colon |z|=1\}}
의 몫공간
{\displaystyle \operatorname {U} (1)/(z\sim {\bar {z}})}
으로서, 축소 오비폴드로 나타낼 수 있다.

### 2차원 오비폴드
2차원에서 가능한 오비폴드 특이점은 O(2)의 유한 부분군에 따라서 분류되며, 다음과 같다. 군의 작용을 나타낼 때, 편의상 평면의 점을 복소수로 표기하였다.
- 경계선 {\displaystyle \mathbb {R} ^{2}/\operatorname {Cyc} (2)}, {\displaystyle z\sim {\bar {z}}}.
- {\displaystyle m=2,3,4,\dots }에 대하여, {\displaystyle m}차 원뿔형 꼭짓점 {\displaystyle \mathbb {R} ^{2}/\operatorname {Cyc} (m)}, {\displaystyle z\sim \exp(2\pi i/m)z}
- {\displaystyle n=2,3,4,\dots }에 대하여, 각도 {\displaystyle \pi /n}의 꼭짓점 {\displaystyle \mathbb {R} /\operatorname {Dih} (n)}, {\displaystyle z\sim {\bar {z}}\sim \exp(2\pi i/n)z}

이 경우, 2차원 오비폴드 {\displaystyle X}의 사타케-서스턴 오일러 지표는 다음과 같다.
{\displaystyle \chi (X)=\chi (|X|)-\sum _{m_{i}}(1-1/m_{i})-{\frac {1}{2}}\sum _{n_{i}}(1-1/n_{i})}
여기서
- {\displaystyle \chi (|X|)}는 {\displaystyle X}의 위상 공간으로서의 오일러 지표이다.
- 첫 번째 합 {\displaystyle \sum _{m_{i}}}는 원뿔형 꼭짓점들에 대한 합이며, 각 {\displaystyle m_{i}}는 꼭짓점의 차수이다.
- 두 번째 합 {\displaystyle \sum _{n_{i}}}는 다각형형 꼭짓점들에 대한 합이며, 각 {\displaystyle n_{i}}는 꼭짓점의 차수이다.

2차원 연결 콤팩트 오비폴드는 곡면과 마찬가지로 오일러 지표의 부호에 따라서 다음과 같이 세 종류로 분류된다.
- 오일러 지표가 음수인 2차원 오비폴드는 쌍곡선형 오비폴드(영어: hyperbolic-type orbifold)라고 한다. 이들은 쌍곡평면의 테셀레이션에 대응하며, 무한 개가 있다.
- 오일러 지표가 0인 2차원 오비폴드는 포물선형 오비폴드(영어: parabolic-type orbifold)라고 한다. 이들은 유클리드 평면의 테셀레이션에 대응한다. 총 17개가 있다.
- 오일러 지표가 양수인 2차원 오비폴드 가운데, 축소 오비폴드로 나타낼 수 있는 것들은 타원형 오비폴드(영어: elliptic-type orbifold)라고 한다. 이들은 구의 테셀레이션에 대응한다. 7개의 무한한 족 및 족에 속하지 않는 10개가 있다.
- 오일러 지표가 양수이며, 축소 오비폴드가 아닌 것들은 나쁜 오비폴드(영어: bad orbifold)라고 한다. 4개의 무한한 족들로 분류된다.

쌍곡선형이 아닌 2차원 연결 콤팩트 오비폴드들의 목록은 다음과 같다. (여기서 "오일러 지표"는 사타케-서스턴 오일러 지표를 말한다.)
| 종류     | 오일러 지표 | 다양체      | 원뿔 꼭짓점의 차수 | 다각형 꼭짓점의 차수 |
| -------- | ----------- | ----------- | ------------------ | -------------------- |
| 나쁜     | 1 + 1/n     | 구          | n > 1              |                      |
| 나쁜     | 1/m + 1/n   | 구          | n > m > 1          |                      |
| 나쁜     | 1/2 + 1/2n  | 원판        |                    | n > 1                |
| 나쁜     | 1/2m + 1/2n | 원판        |                    | n > m > 1            |
| 타원형   | 2           | 구          |                    |                      |
| 타원형   | 2/n         | 구          | n,n                |                      |
| 타원형   | 1/n         | 구          | 2, 2, n            |                      |
| 타원형   | 1/6         | 구          | 2, 3, 3            |                      |
| 타원형   | 1/12        | 구          | 2, 3, 4            |                      |
| 타원형   | 1/30        | 구          | 2, 3, 5            |                      |
| 타원형   | 1           | 원판        |                    |                      |
| 타원형   | 1/n         | 원판        |                    | n, n                 |
| 타원형   | 1/2n        | 원판        |                    | 2, 2, n              |
| 타원형   | 1/12        | 원판        |                    | 2, 3, 3              |
| 타원형   | 1/24        | 원판        |                    | 2, 3, 4              |
| 타원형   | 1/60        | 원판        |                    | 2, 3, 5              |
| 타원형   | 1/n         | 원판        | n                  |                      |
| 타원형   | 1/2n        | 원판        | 2                  | n                    |
| 타원형   | 1/12        | 원판        | 3                  | 2                    |
| 타원형   | 1           | 사영 평면   |                    |                      |
| 타원형   | 1/n         | 사영 평면   | n                  |                      |
| 포물선형 | 0           | 구          | 2, 3, 6            |                      |
| 포물선형 | 0           | 구          | 2, 4, 4            |                      |
| 포물선형 | 0           | 구          | 3, 3, 3            |                      |
| 포물선형 | 0           | 구          | 2, 2, 2, 2         |                      |
| 포물선형 | 0           | 원판        |                    | 2, 3, 6              |
| 포물선형 | 0           | 원판        |                    | 2, 4, 4              |
| 포물선형 | 0           | 원판        |                    | 3, 3, 3              |
| 포물선형 | 0           | 원판        |                    | 2, 2, 2, 2           |
| 포물선형 | 0           | 원판        | 2                  | 2, 2                 |
| 포물선형 | 0           | 원판        | 3                  | 3                    |
| 포물선형 | 0           | 원판        | 4                  | 2                    |
| 포물선형 | 0           | 원판        | 2, 2               |                      |
| 포물선형 | 0           | 사영 평면   | 2, 2               |                      |
| 포물선형 | 0           | 원환면      |                    |                      |
| 포물선형 | 0           | 클라인 병   |                    |                      |
| 포물선형 | 0           | 원환        |                    |                      |
| 포물선형 | 0           | 뫼비우스 띠 |                    |                      |

## 역사
사타케 이치로(일본어: 佐武 一郎)가 automorphic form을 연구하면서 1956년에 ‘V-다양체’(영어: V-manifold)라는 이름으로 정의하였다. 윌리엄 서스턴이 1980년 재발견하였고, ‘오비폴드’(영어: orbifold)라는 이름을 붙였다.
‘오비폴드’(영어: orbifold)라는 이름은 영어: orbit 오빗[*] (궤도)과 영어: manifold 매니폴드[*] (다양체)를 합친 혼성어이다. 이 이름에 대하여 서스턴은 다음과 같이 적었다.
| “ | 이 용어를 고른 건 제 탓이 아니고, 1967년~1977년 가르친 강의 도중 민주적인 방법으로 정한 것입니다. 오비폴드는 여러 번(영어: many 메니[*]) 접힌(영어: fold 폴드[*]) 것이죠. 하지만 영어: manifold 매니폴드[*](다양체)는 이미 다른 뜻을 가지고 있습니다. 대신 영어: foldamani 폴더매니[*]를 시도해 봤지만, 이 용어는 곧 영어: manifolded 매니폴디드[*]로 대체되었습니다. 그러나 두 달 동안 계속 “아니, 매니폴드가 아니라 매니폴디드”라고 하는 게 지겨워, 결국 투표를 했고, "오비폴드"가 당선되었더라구요. This terminology should not be blamed on me. It was obtained by a democratic process in my course of 1976–77. An orbifold is something with many folds; unfortunately, the word “manifold” already has a different definition. I tried “foldamani”, which was quickly displaced by the suggestion of “manifolded”. After two months of patiently saying “no, not a manifold, a manifoldead,” we held a vote, and “orbifold” won. | ” |
|   | — :300 |   |

## 같이 보기
- 몫공간
- 2차원 등각 장론
- 테셀레이션
- 스택 (수학)